# Joaquim Benite
Joaquim Benite (* 1943; † 5. Dezember 2012) war ein portugiesischer Regisseur, Gründer der Almada Theatre Company und Aktivist der Partido Comunista Português.
Bekannt wurde er durch Inszenierungen von Stücken u. a. von António José da Silva, Pablo Neruda, Edward Albee, Eugene O’Neill, William Shakespeare, Michail Bulgakow, Albert Camus, Antonio Skármeta, Sanchis Sinisterra und Bertolt Brecht. Er ist zudem Autor zahlreicher Texte zur Theatertheorie.
Joaquim Benite starb an den Folgen einer Lungenentzündung. 